# Chiara Leone
Pour les articles homonymes, voir Leone.
Chiara Leone, née le 15 juin 1998, est une tireuse sportive suisse. Elle est médaillée d'or lors des Jeux olympiques d'été de 2024 au tir à la carabine 50 m à trois positions.

## Biographie
Chiara Leone naît le 15 juin 1998 à Rheinfelden. Elle est originaire de Frick. Son père est d'origine italienne.
Elle obtient sa maturité gymnasiale en 2019 à Aarau, dans le canton d'Argovie.

## Parcours sportif
Elle est championne d'Europe au tir à la carabine 50 m à trois positions en mai 2024 à Osijek, Croatie.
Elle décroche la médaille d'or lors des Jeux olympiques d'été de 2024 au tir à la carabine 50 m à trois positions, établissant un nouveau record olympique avec 464,4 points.

## Palmarès

### Jeux olympiques
- médaille d'or au tir à la carabine 50 m à trois positions en 2024 à Paris, France

### Championnats d'Europe
- médaille d'or au tir à la carabine 50 m à trois positions en 2024 à Osijek, Croatie
- médaille d'or au tir à la carabine 50 m à trois positions par équipes en 2024 à Osijek, Croatie

### Jeux européens
- médaille d'or au tir à la carabine à 10 m air comprimé par équipe en 2023 à Cracovie, Pologne
- médaille d'argent au tir à la carabine 50 m à trois positions par équipes en 2023 à Cracovie, Pologne